# 8e cérémonie des Critics' Choice Television Awards
La 8e cérémonie des Critics' Choice Television Awards, décernés par la Broadcast Television Journalists Association, a lieu le 11 janvier 2018, et récompense les programmes télévisuels diffusés en 2017.
Les nominations sont annoncées le 6 décembre 2017.

## Palmarès

### Séries dramatiques

#### Meilleure série dramatique
- The Handmaid's Tale : La Servante écarlate'' (Hulu)
  - American Gods (Starz)
  - The Crown (Netflix)
  - Game of Thrones (HBO)
  - Stranger Things (Netflix)
  - This Is Us (NBC)

#### Meilleur acteur dans une série dramatique
- Sterling K. Brown – This Is Us
  - Paul Giamatti – Billions
  - Freddie Highmore - Bates Motel
  - Ian McShane – American Gods
  - Bob Odenkirk – Better Call Saul
  - Liev Schreiber – Ray Donovan

#### Meilleure actrice dans une série dramatique
- Elisabeth Moss pour le rôle d'Offred / June Osborne dans The Handmaid's Tale : La Servante écarlate (The Handmaid's Tale)
  - Caitriona Balfe pour le rôle de Claire Randall Fraser dans Outlander
  - Christine Baranski pour le rôle de Diane Lockhart dans The Good Fight
  - Claire Foy pour le rôle d'Elisabeth II dans The Crown
  - Tatiana Maslany pour le rôle de plusieurs personnages dans Orphan Black
  - Robin Wright pour le rôle de Claire Underwood dans House of Cards

#### Meilleur acteur dans un second rôle dans une série dramatique
- David Harbour pour le rôle de Jim Hopper dans Stranger Things
  - Bobby Cannavale pour le rôle d'Irving dans Mr. Robot
  - Asia Kate Dillon pour le rôle de Taylor Amber Mason dans Billions
  - Peter Dinklage pour le rôle de Tyrion Lannister dans Game of Thrones
  - Delroy Lindo pour le rôle d'Adrian Boseman dans The Good Fight
  - Michael McKean pour le rôle de Chuck McGill dans Better Call Saul

#### Meilleure actrice dans un second rôle dans une série dramatique
- Ann Dowd pour le rôle de Aunt Lydia dans The Handmaid's Tale : La Servante écarlate
  - Gillian Anderson pour le rôle de Media dans American Gods
  - Emilia Clarke pour le rôle de Daenerys Targaryen dans Game of Thrones
  - Cush Jumbo pour le rôle de Lucca Quinn dans The Good Fight
  - Margo Martindale pour le rôle d'Audrey Bernhardt dans Sneaky Pete
  - Chrissy Metz pour le rôle de Kate Pearson dans This Is Us

### Séries comiques

#### Meilleure série comique
- Mme Maisel, femme fabuleuse (The Marvelous Mrs. Maisel)
  - The Big Bang Theory
  - Black-ish
  - GLOW
  - Modern Family
  - American Patriot (Patriot)

#### Meilleur acteur dans une série comique
- Ted Danson pour le rôle de Michael dans The Good Place
  - Anthony Anderson pour le rôle d'Andre "Dre" Johnson Sr. dans Black-ish
  - Aziz Ansari pour le rôle de Dev Shah dans Master of None
  - Hank Azaria pour le rôle de Jim Brockmire dans Brockmire
  - Thomas Middleditch pour le rôle de Richard Hendricks dans Silicon Valley
  - Randall Park pour le rôle de Louis Huang dans Bienvenue chez les Huang (Fresh Off the Boat)

#### Meilleure actrice dans une série comique
- Rachel Brosnahan pour le rôle de Miriam "Midge" Maisel dans Mme Maisel, femme fabuleuse (The Marvelous Mrs. Maisel)
  - Kristen Bell pour le rôle d'Eleanor Shellstrop dans The Good Place
  - Alison Brie pour le rôle de Ruth "Zoya the Destroya" Wilder dans GLOW
  - Sutton Foster pour le rôle de Liza Miller dans Younger
  - Ellie Kemper pour le rôle de Kimmy Schmidt dans Unbreakable Kimmy Schmidt
  - Constance Wu pour le rôle de Jessica Huang dans Bienvenue chez les Huang (Fresh Off the Boat)

#### Meilleur acteur dans un second rôle dans une série comique
- Walton Goggins pour le rôle de Lee Russell dans Vice Principals
  - Tituss Burgess pour le rôle de Titus Andromedon dans Unbreakable Kimmy Schmidt
  - Sean Hayes pour le rôle de Jack McFarland dans Will et Grace (Will & Grace)
  - Marc Maron pour le rôle de Sam Sylvia dans GLOW
  - Kumail Nanjiani pour le rôle de Dinesh Chugtai dans Silicon Valley
  - Ed O'Neill pour le rôle de Jay Pritchett dans Modern Family

#### Meilleure actrice dans un second rôle dans une série comique
- Mayim Bialik pour le rôle d'Amy Farrah Fowler dans The Big Bang Theory
  - Alex Borstein pour le rôle de Susie Myerson dans Mme Maisel, femme fabuleuse (The Marvelous Mrs. Maisel)
  - Betty Gilpin pour le rôle de Debbie "Liberty Belle" Eagan dans GLOW
  - Jenifer Lewis pour le rôle de Ruby Johnson dans Black-ish
  - Alessandra Mastronardi pour le rôle de Francesca dans Master of None
  - Rita Moreno pour le rôle de Lydia Riera dans Au fil des jours (One Day at a time)

### Mini-séries et téléfilms

#### Meilleur téléfilm ou série limitée

##### Meilleure série limitée
- When They See Us (Netflix)
  - Catch-22 (Hulu)
  - Chernobyl (HBO)
  - Fosse/Verdon (FX)
  - The Loudest Voice (Showtime)
  - Unbelievable (Netflix)
  - Years and Years (HBO)

##### Meilleur téléfilm
- The Wizard of Lies
  - Flint
  - I Am Elizabeth Smart
  - La Vie immortelle d'Henrietta Lacks (The Immortal Life of Henrietta Lack)
  - Sherlock : Le Détective affabulant (Sherlock: The Lying Detective)

#### Meilleur acteur dans une mini-série ou un téléfilm
- Ewan McGregor pour le rôle d'Emmit Stussy / Ray Stussy dans Fargo
  - Jeff Daniels pour le rôle de Frank Griffin dans Godless
  - Robert De Niro pour le rôle de Bernard Madoff dans The Wizard of Lies
  - Jack O'Connell pour le rôle de Roy Goode dans Godless
  - Evan Peters pour le rôle de Kai Anderson dans American Crime Story: Cult
  - Bill Pullman pour le rôle du DCI Harry Ambrose dans The Sinner
  - Jimmy Tatro pour le rôle de Dylan Maxwell dans American Vandal

#### Meilleure actrice dans une mini-série ou un téléfilm
- Nicole Kidman pour le rôle de Celeste Wright dans Big Little Lies
  - Jessica Biel pour le rôle de Cora Tannetti dans The Sinner
  - Alana Boden pour le rôle d'Elizabeth Smart dans I Am Elizabeth Smart
  - Carrie Coon pour le rôle de Gloria Burgle dans Fargo
  - Jessica Lange pour le rôle de Joan Crawford dans Feud: Bette and Joan
  - Reese Witherspoon pour le rôle de Madeline Martha Mackenzie dans Big Little Lies

#### Meilleure actrice dans un second rôle dans une mini-série ou un téléfilm
- Laura Dern pour le rôle de Renata Klein dans Big Little Lies
  - Judy Davis pour le rôle de Hedda Hopper dans Feud: Bette and Joan 
  - Jackie Hoffman pour le rôle de Mamacita dans Feud: Bette and Joan 
  - Regina King pour le rôle de Kimara Walters dans American Crime 
  - Michelle Pfeiffer pour le rôle de Ruth Madoff dans The Wizard of Lies 
  - Mary Elizabeth Winstead pour le rôle de Nikki Swango dans Fargo